# Liên kết (phân thớ véc tơ)
Trong toán học, đặc biệt là trong hình học vi phân, một liên kết (cũng gọi là liên thông) trên một phân thớ véc tơ là một cách định nghĩa dịch chuyển song song trên phân thớ đó; nói cách khác, là một cách để so sánh các thớ liền kề nhau.

## Định nghĩa
Gọi E → M là một phân thớ véc tơ trên một đa tạp vi phân M. Kí hiệu không gian các nhát cắt trơn của E là Γ(E). Một liên kết trên E là một ánh xạ tuyến tính
{\displaystyle \nabla :\Gamma (E)\to \Gamma (E\otimes T^{*}M)}
sao cho luật Leibniz thỏa mãn:
{\displaystyle \nabla (\sigma f)=(\nabla \sigma )f+\sigma \otimes df}
với mọi hàm trơn f trên M và mọi nhát cắt trơn σ của E.
Trong trường hợp E là phân thớ tiếp tuyến TM, một nhát cắt của E cũng chính là một trường vectơ X trên M. Ta có thể định nghĩa đạo hàm hiệp biến dọc theo X
{\displaystyle \nabla _{X}:\Gamma (E)\to \Gamma (E)}
bằng cách đánh giá tại {\displaystyle X:\nabla _{X}\sigma :=(\nabla \sigma )(X)}. Đạo hàm hiệp biến thỏa mãn:
{\displaystyle {\begin{aligned}&\nabla \!_{X}(\sigma _{1}{+}\sigma _{2})\ =\ \nabla \!_{X}\sigma _{1}+\nabla \!_{X}\sigma _{2}\\&\nabla \!_{(X_{1}{+}X_{2})}\sigma \ =\ \nabla \!_{X_{1}}\sigma +\nabla \!_{X_{2}}\sigma \\&\nabla \!_{X}(f\sigma )\ =\ f\,\nabla \!_{X}\sigma +X(f)\sigma \\&\nabla \!_{fX}\sigma \ =\ f\,\nabla \!_{X}\sigma .\end{aligned}}}
Ngược lại, bất kỳ toán tử nào thỏa mãn các thuộc tính trên đều xác định một liên kết trên {\displaystyle E}.

## Nhát cắt song song
Một nhát cắt song song (trên một tập mở {\displaystyle U\subset M}) là một nhát cắt {\displaystyle s\in \Gamma (E,U)} sao cho {\displaystyle \nabla s=0}.

## Độ cong
Độ cong của một liên kết ∇ trên E → M là một dạng bậc hai F ∇ trên M với giá trị trong phân thớ tự đồng cấu End(E) = E⊗E *. Tức là,
{\displaystyle F^{\nabla }\in \Omega ^{2}(\mathrm {End} \,E)=\Gamma (\mathrm {End} \,E\otimes \Lambda ^{2}T^{*}M).}
F ∇ được định nghĩa bởi biểu thức
{\displaystyle F^{\nabla }(X,Y)(s)=\nabla _{X}\nabla _{Y}s-\nabla _{Y}\nabla _{X}s-\nabla _{[X,Y]}s}
Trong đó {\displaystyle X} và {\displaystyle Y} là các trường vectơ trên {\displaystyle M} và {\displaystyle s} là một nhát cắt của {\displaystyle E}.

## Ví dụ
- Gắn với một đa tạp Riemann {\displaystyle (M,g)}, ta có một liên kết Levi-Civita {\displaystyle \nabla ^{g}} trên {\displaystyle TM\rightarrow M}. Đây là liên kết duy nhất thỏa mãn hai tính chất sau đây:

1. Tính không xoắn: với mọi trường véc-tơ {\displaystyle X,Y}, ta có {\displaystyle \nabla _{X}Y-\nabla _{Y}X=[X,Y]}

1. Tính bảo toàn metric: với mọi trường véc-tơ {\displaystyle X}, {\displaystyle Y} và {\displaystyle Z}, ta có {\displaystyle Zg(X,Y)=g(\nabla _{Z}X,Y)+g(X,\nabla _{Z}Y)} (trong đó vế trái là tác động tự nhiên của trường véc-tơ {\displaystyle Z} lên hàm số {\displaystyle g(X,Y)}).

Độ cong {\displaystyle F} của liên kết này cũng chính là ten-xơ độ cong Riemann (thường được biết đến qua kí hiệu {\displaystyle R^{\rho }{}_{\sigma \mu \nu }} mà, không gì khác hơn, chính là các hệ số của {\displaystyle F} đối với cơ sở cảm sinh từ một hệ tọa độ địa phương {\displaystyle (x^{i})}).
- Tổng quát hơn, một liên kết a-phin (hay liên thông tuyến tính)[1] trên một đa tạp vi phân {\displaystyle M} là một liên kết trên phân thớ tiếp tuyến {\displaystyle TM}.[3]